# Hectomare
Hectomare település Franciaországban, Eure megyében. Lakosainak száma 216 fő (2022. január 1.). Hectomare Amfreville-Saint-Amand, Crestot, Fouqueville és Iville községekkel határos.

## Népesség
A település népességének változása:
| Lakosok száma | 138  | 138  | 166  | 209  | 228  | 225  | 219  | 212  | 211  | 216  |
|               | 1968 | 1982 | 1990 | 2006 | 2013 | 2015 | 2017 | 2019 | 2020 | 2022 |